# Копёнский сельсовет
Копёнский сельсове́т — упразднённое сельское поселение, существовавшее в Железногорском районе Курской области России до 2017 года.
Административным центром была деревня Копёнки.

## География
Располагался на востоке Железногорского района.

## История
Существовал в 1920-е годы. По состоянию на 1926 год входил в состав Волковской волости Дмитровского уезда Орловской губернии. Впоследствии упразднён. Повторно образован 27 февраля 1986 года путём раздела Большебобровского сельсовета на Городновский и Копёнский сельсоветы.
Статус и границы сельского поселения установлены Законом Курской области от 21 октября 2004 года № 48-ЗКО «О муниципальных образованиях Курской области».
Законом Курской области № 76-ЗКО от 26 октября 2017 года Копёнский сельсовет был присоединён к Городновскому сельсовету.

## Состав сельского поселения
| № | Населённый пункт | Тип населённого пункта          | Население |
| - | ---------------- | ------------------------------- | --------- |
| 1 | Богатырёвский    | посёлок                         | ↘9        |
| 2 | Большебоброво    | село                            | ↘65       |
| 3 | Копёнки          | деревня, административный центр | ↘375      |

## Население
| 2002 | 2010 | 2012 | 2013 | 2014 | 2015 | 2016 |
| ---- | ---- | ---- | ---- | ---- | ---- | ---- |
| 546  | ↘449 | ↗456 | ↘449 | ↘445 | ↘416 | ↘407 |
| 2017 |      |      |      |      |      |      |
| ↘390 |      |      |      |      |      |      |